# Geophis incomptus
Geophis incomptus är en ormart som beskrevs av Duellman 1959. Geophis incomptus ingår i släktet Geophis och familjen snokar. Inga underarter finns listade i Catalogue of Life.
Denna orm har ett mindre utbredningsområde i bergstrakten Sierra de Coalcoman i delstaten Michoacan i västra Mexiko. Den hittades vid cirka 2100 meter över havet. Habitatet utgörs av skogar med tallar och ekar och marken består främst av kalksten. Individerna gräver ofta i lövskiktet. Honor lägger ägg.
Det är inte känt om befolkningens aktiviteter i regionen påverkar Geophis incomptus. IUCN kategoriserar arten globalt som otillräckligt studerad.